# Monobrachium
Monobrachium (лат.) — род стрекающих из отряда лимномедуз, единственный в семействе Monobrachiidae. Представители обитают на поверхности раковин двустворчатых моллюсков:506—509. Они образуют стелющиеся колонии, состоящие из зооидов двух типов: обладающих одним щупальцем питающихся полипов и медузоидов, не отделяющихся от колонии, но сохраняющих парус, рудиментарный манубриум (ротовой хоботок), радиальные каналы кишечника и 16 краевых щупалец:506—509.

## Классификация
На март 2019 года в род включают 3 вида:
- Monobrachium antarcticum Robins, 1972
- Monobrachium drachi Marche-Marchad, 1963
- Monobrachium parasitum Mereschkowsky, 1877